# اشتفان فولکارت
اشتفان فولکارت (آلمانی: Stephan Volkert؛ زادهٔ ۷ اوت ۱۹۷۱) قایقران روئینگ اهل آلمان بود.
از افتخارات وی میتوان به کسب مدال طلا چهار نفره دو پارو در بازی‌های المپیک تابستانی ۱۹۹۲ و بازی‌های المپیک تابستانی ۱۹۹۶ اشاره کرد.